# Ceresa extensa
Ceresa extensa är en insektsart som beskrevs av Walker. Ceresa extensa ingår i släktet Ceresa och familjen hornstritar. Inga underarter finns listade i Catalogue of Life.